# Đức Thuận (phường)
Đức Thuận là một phường thuộc thị xã Hồng Lĩnh, tỉnh Hà Tĩnh, Việt Nam.

## Địa lý
Phường Đức Thuận nằm ở phía bắc và tây bắc thị xã Hồng Lĩnh, có vị trí địa lý:
- Phía đông giáp huyện Nghi Xuân và phường Bắc Hồng, xã Thuận Lộc
- Phía tây và phía nam giáp huyện Đức Thọ
- Phía bắc giáp phường Trung Lương.

Phường Đức Thuận có diện tích 8,36 km², dân số 5.756 người, mật độ dân số đạt 689 người/km².
Từ xa xưa trên địa bàn phường này có tuyến kênh Nhà Lê nối từ  kinh đô Hoa Lư đến Đèo Ngang đi qua, là tuyến đường thủy đầu tiên trong lịch sử Việt Nam và được coi là tuyến đường Hồ Chí Minh trên sông vì những đóng góp cho các cuộc chiến tranh của người Việt.

## Hành chính
Phường Đức Thuận được chia thành 7 tổ dân phố: Đồng Thuận, Ngọc Sơn, Thuận An, Thuận Hòa, Thuận Hồng, Thuận Minh, Thuận Tiến.

## Lịch sử
Trước Cách mạng tháng Tám năm 1945, các làng: Quỳnh Lâm, Trung Lương, Vân Chàng, Ngọc Sơn, Bình Lãng, Vĩnh Ninh (thuộc phường Trung Lương và phường Đức Thuận ngày nay) là đơn vị hành chính cơ sở thuộc tổng Trung Lương, huyện Can Lộc, phủ Đức Thọ và dân số khoảng 1.400 người.
Sau Cách mạng tháng Tám năm 1945, các làng: Vân Chàng, Ngọc Sơn, Bình Lãng, Vĩnh Ninh được sáp nhập lại thành xã Thiên Thuận (đây là những làng gốc, ổn định lâu dài của phường Đức Thuận ngày nay).
Năm 1948, xã Thiên Thuận sáp nhập với xã Hồng Tiên (tức phường Trung Lương hiện nay) thành xã Hồng Thuận.
Tháng 2 năm 1950, xã Hồng Thuận và xã Trung Lương tách khỏi huyện Can Lộc nhập về huyện Đức Thọ.
Tháng 7 năm 1954, xã Hồng Thuận lại tách ra làm 2 xã như trước năm 1948. Hồng Tiên đổi tên thành Đức Hồng. Thiên Thuận đổi tên là Đức Thuận với dân số 2.923 người.
Năm 1963, Đức Thuận đón nhận thêm cư dân vùng ngập lụt ngoài đê La Giang đến xây dựng vùng kinh tế mới, định cư dưới chân núi Hồng, góp phần hình thành nên làng mới mang tên làng Hồng Lĩnh.
Ngày 19 tháng 9 năm 1981, Hội đồng Bộ trưởng ban hành Quyết định 76-HĐBT thành lập thị trấn Hồng Lĩnh trực thuộc huyện Đức Thọ trên cơ sở tách đất phía Đông và Đông Nam của làng Bình Hồng (Bình Lãng cũ) của xã Đức Thuận.
Sau khi thành lập, phần lớn cư dân xóm 6 mới định cư ven Quốc lộ 1A được chuyển về phường Bắc Hồng. Xã được nhận thêm một số diện tích đất và một bộ phận cư dân phía hữu ngạn sông Minh của xã Đức Thịnh (Đức Thọ) chuyển về, lập nên xóm Đồng Thuận.
Ngày 2 tháng 3 năm 1992, Hội đồng Bộ trưởng ban hành Quyết định số 67-HĐBT tách xã Đức Thuận thuộc huyện Đức Thọ với dân số 4.860 người để thành lập thị xã Hồng Lĩnh.
Ngày 13 tháng 3 năm 1992, Bộ trưởng, Trưởng Ban tổ chức cán bộ của Chính phủ ban hành Quyết định số 112/TCCP thành lập phường Bắc Hồng trên điều chỉnh 54,4 ha diện tích tự nhiên của HTX Hồng Sơn, xã Đức Thuận.
Ngày 19 tháng 1 năm 2009, Chính phủ ban hành Nghị định số 03/NĐ-CP về việc thành lập phường Đức Thuận trên cơ sở toàn bộ diện tích và nhân khẩu của xã Đức Thuận.
Phường Đức Thuận có 853,51 ha diện tích tự nhiên và 6.056 nhân khẩu.